# Lehel (condottiero)
Lehel, anche detto Lele o Lél (... – Ratisbona, 955), è stato un condottiero magiaro, fra i maggiori che seguirono il Principe Taksony d'Ungheria, e prima del 955 fu probabilmente il signore del Principato di Nitra.

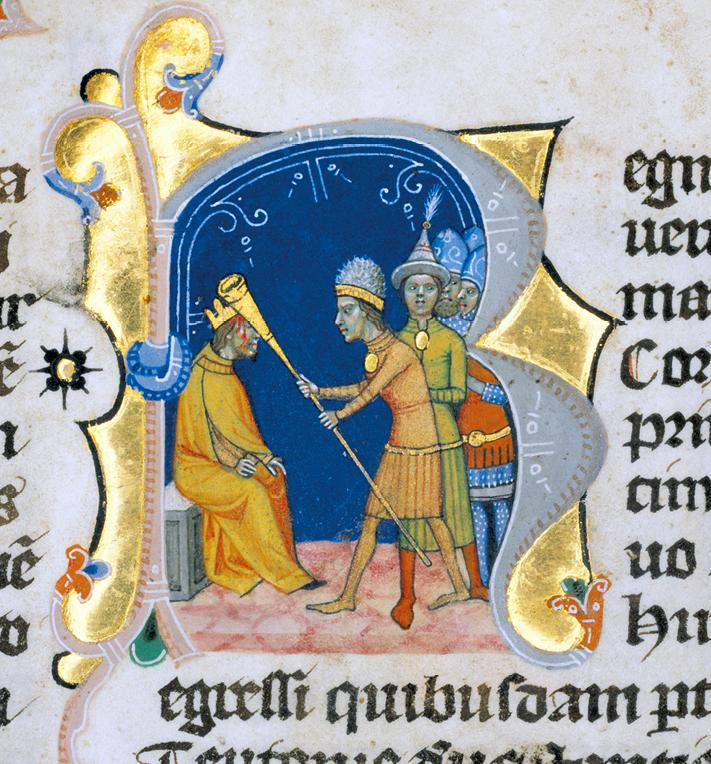
Lehel nell'atto di colpire l'Imperatore Ottone I con il suo corno, Chronicon Pictum

Secondo Simone di Kéza, visse inizialmente nella zona di Gálgóc. Non era un membro degli Arpadi ma di un'altra nobile famiglia magiara, sebbene alcuni storici ritengano che Lehel lo sia stato.
Fu catturato nel corso della battaglia di Lechfeld (955), in cui si fronteggiarono magiari e germanici, e giustiziato immediatamente.
Stando alle leggende popolari, egli aveva un famoso corno che è tuttora conservato in Ungheria, nella città di Jászberény. Prima della sua esecuzione, egli chiese di poter suonare un'ultima canzone col suo corno; quando terminò l'esecuzione, in un ultimo slancio di forza si scagliò contro l'imperatore fracassandogli la testa con il proprio corno. Tuttavia, dato che Ottone I di Sassonia morì nel 973, la fondatezza storica dell'episodio è confutata.